# Barxeta
Barxeta (em valenciano e oficialmente) ou Barcheta (em castelhano) é um município da Espanha na província de Valência, Comunidade Valenciana. Tem 28,5 km² de área e em 2021 tinha 1 604 habitantes (densidade: 56,3 hab./km²).

## Demografia
| Variação demográfica do município entre 1991 e 2004 | Variação demográfica do município entre 1991 e 2004 | Variação demográfica do município entre 1991 e 2004 | Variação demográfica do município entre 1991 e 2004 |
| --------------------------------------------------- | --------------------------------------------------- | --------------------------------------------------- | --------------------------------------------------- |
| 1991                                                | 1996                                                | 2001                                                | 2004                                                |
| 1599                                                | 1610                                                | 1602                                                | 1619                                                |